# Paragryllodes
Paragryllodes is een geslacht van rechtvleugeligen uit de familie krekels (Gryllidae). De wetenschappelijke naam van dit geslacht is voor het eerst geldig gepubliceerd in 1909 door Karny.

## Soorten
Het geslacht Paragryllodes omvat de volgende soorten:
- Paragryllodes affinis Sjöstedt, 1910
- Paragryllodes anjani Bhowmik, 1970
- Paragryllodes annulicornis Kaltenbach, 1982
- Paragryllodes annulipes Chopard, 1952
- Paragryllodes bipunctatus Desutter-Grandcolas, 1999
- Paragryllodes borgerti Karny, 1909
- Paragryllodes campanella Desutter-Grandcolas, 1998
- Paragryllodes centralis Desutter-Grandcolas, 1999
- Paragryllodes ceylonicus Chopard, 1936
- Paragryllodes deleportei Desutter-Grandcolas, 1999
- Paragryllodes dissimilis Desutter-Grandcolas, 1999
- Paragryllodes fuscifrons Chopard, 1934
- Paragryllodes gravelyi Chopard, 1928
- Paragryllodes kenyanus Kaltenbach, 1982
- Paragryllodes kessala Desutter-Grandcolas, 1999
- Paragryllodes longixiphus Desutter-Grandcolas, 1999
- Paragryllodes madecassus Chopard, 1927
- Paragryllodes makandensis Desutter-Grandcolas, 1999
- Paragryllodes makokou Desutter-Grandcolas, 1999
- Paragryllodes milloti Chopard, 1958
- Paragryllodes minor Desutter-Grandcolas, 1999
- Paragryllodes optimus Gorochov, 1996
- Paragryllodes orensis Desutter-Grandcolas, 1999
- Paragryllodes pictus Chopard, 1958
- Paragryllodes pyrrhopterus Kaltenbach, 1982
- Paragryllodes silvaepluvialis Sjöstedt, 1910
- Paragryllodes unicolor Desutter-Grandcolas, 1999